# Shinji ike
Uno shinji ike (心字池? "laghetto a forma di carattere cuore") è un laghetto tipico dei giardini giapponesi la cui forma deriva da quella del logogramma della scrittura cinese 心 che vuol dire "cuore, sentimento". In giapponese la lettura on del logogramma 心 è shin, da cui il nome.
La forma di questi laghetti non riprende esattamente la forma del logogramma, ma la sua variante calligrafica giapponese in stile sōsho (草書? "scrittura (sinuosa come) erba"), in cui il carattere assume una forma molto dilatata e morbida.

## Esempi celebri

### Fukuoka
- Dazaifu
  - Santuario di Dazaifu tenmangū
- Munakata
  - Santuario di Munakata Taisha

### Kanagawa
- Kamakura
  - Tempio Engaku-ji, Laghetto Myōkō-chi

### Kyoto
- Kyoto
  - Tempio Saihō-ji
  - Tempio Tōji-in
  - Villa imperiale di Katsura

### Tokyo
- Bunkyō
  - Giardino del campus di Hongō dell'Università imperiale di Tokyo, ex giardino della villa alta del Clan Maeda; il laghetto viene citato nel romanzo Sanshirō di Natsume Sōseki
- Chiyoda
  - Parco di Hibiya
  - Parco di Shimizudani
- Kita
  - Giardino di Kyū Furukawa